# 109 км (колійний пост)
109 кіломе́тр — залізничний колійний пост Знам'янської дирекції Одеської залізниці.
Розташований за кількасот метрів від села Лебедине Устинівський район Кіровоградської області на лінії Висоцьке — Тимкове між станціями Седнівка (3 км) та Долинська (24 км).
Станом на січень 2020 року щодня дві пари дизель-потягів прямують за напрямком Знам'янка/Долинська — Помічна, проте не зупиняються.